# 米歇尔·佛洛诺伊

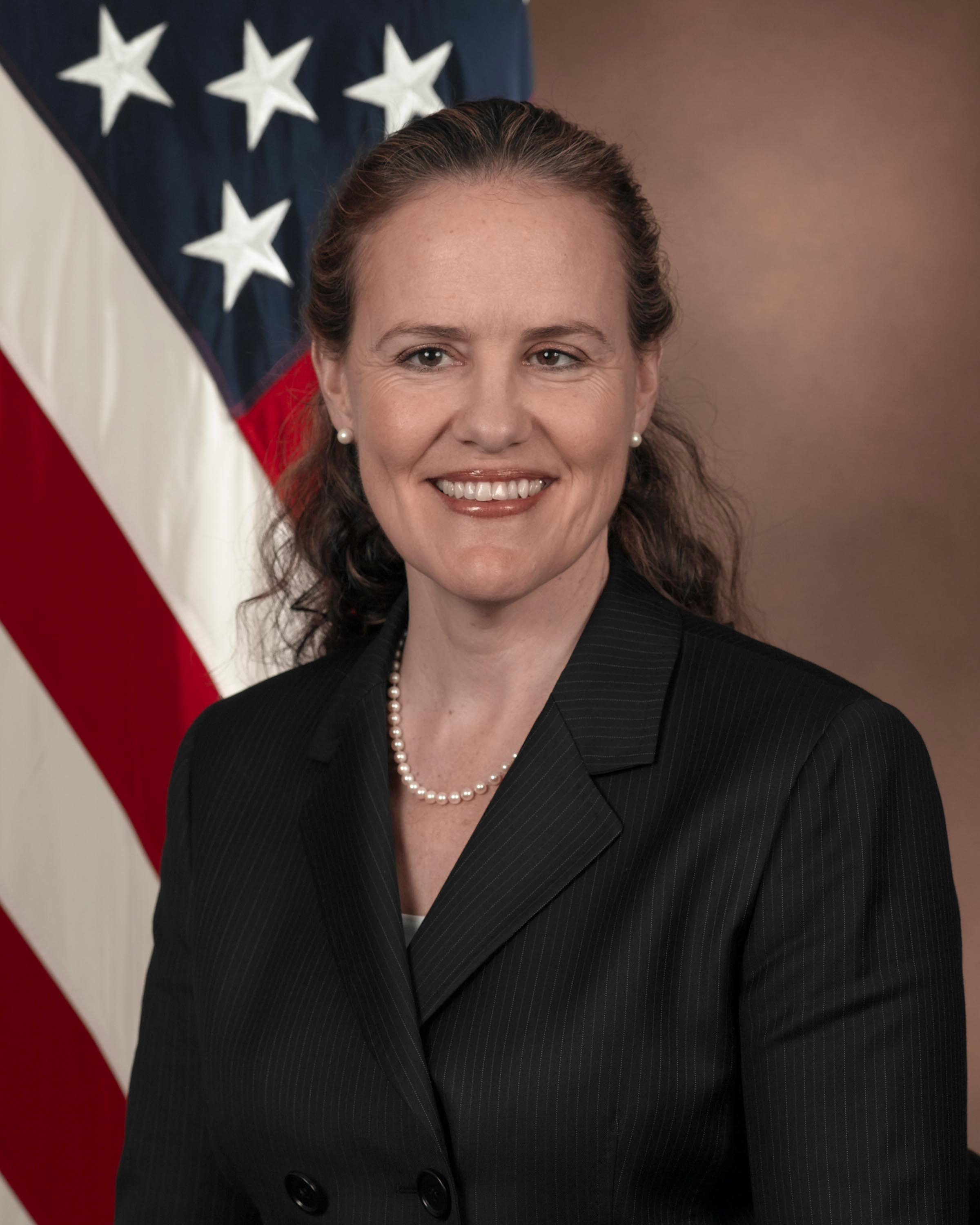
米歇尔·佛洛诺伊

米歇尔·佛洛诺伊（英語：Michèle Angélique Flournoy，1960年12月14日—）美国国防政策顾问和前政府官员，曾担任比尔·克林顿总统领导下的国防部战略部副部长助理和巴拉克·奥巴马总统领导下的国防部政策副部长。担任国防政策部副部长时，佛洛诺伊是当时美国国防部历史上排名最高的女性。在该职位上，弗洛诺伊制定了奥巴马政府在阿富汗平定叛乱的政策，并说服奥巴马总统对利比亚进行军事干预。2007年，弗劳诺与他人一同创立了新美国安全中心。她是WestExec Advisors的联合创始人和当前管理合伙人。